# Olga Sikorová
Olga Sikorová (4. března 1975) je česká šachová mezinárodní velmistryně (WGM). Je členkou oddílu TJ TŽ Třinec.

## Tituly
V roce 1998 získala titul WIM a v roce 2013 titul WGM.

## Soutěže jednotlivkyň
Je šestinásobnou mistryní České republiky v šachu (2000, 2001, 2002, 2004, 2014 a 2018). Je devítinásobnou mistryní České republiky v rapid šachu z let 2001, 2003, 2004, 2005, 2007, 2010, 2013, 2014 a 2015 a navíc v této disciplíně má dvě stříbrné medaile z let 2009 a 2012 a jednu bronzovou z roku 2011. Je trojnásobnou mistryní Česka v bleskovém šachu z let 2003, 2005 a 2010 a navíc získala tři stříbra (2008, 2009 a 2014) a tři bronzy (2004, 2011 a 2013).

## Soutěže družstev
Šestkrát reprezentovala Českou republiku na šachových olympiádách, čtyřikrát na Mistrovství Evropy družstev žen, jedenkrát na Mistrovství světa družstev žen a jedenkrát na otevřeném Mitropa Cupu.

### Šachové olympiády žen
Na čtyřech šachových olympiádách žen získala celkem 15,5 bodů z 25 partií.
| Rok  | Olympiáda | Místo           | Deska | ELO  | Počet bodů | Odehráno partií | pořadí na šachovnici | pořadí družstvo |
| ---- | --------- | --------------- | ----- | ---- | ---------- | --------------- | -------------------- | --------------- |
| 2000 | 34.       | Istanbul        | 4.    | 2203 | 5,5        | 10              | 28.                  | 22.             |
| 2002 | 35.       | Bled            | 3.    | 2292 | 7,0        | 11              | 10.                  | 10.             |
| 2004 | 36.       | Calvià          | 2.    | 2252 | 2,5        | 10              | 74.                  | 28.             |
| 2006 | 37.       | Turín           | 3.    | 2276 | 6,0        | 10              | 19.                  | 10.             |
| 2010 | 39.       | Chanty-Mansijsk | 4.    | 2290 | 4,5        | 8               | 26.                  | 50.             |
| 2014 | 41.       | Tromsø          | 3.    | 2289 | 7,0        | 11              | 22.                  | 21.             |

### Česká šachová extraliga
V České šachové extralize odehrála celkem 34 partií v 8 sezónách v družstvu TJ TŽ Třinec.
| Sezona  | Klub         | Elo  | Deska | Počet bodů | Odehráno partií | Procentuální úspěšnost |
| ------- | ------------ | ---- | ----- | ---------- | --------------- | ---------------------- |
| 1998/99 | TJ TŽ Třinec | x    | 13.   | 0,0        | 1               | 0,0 %                  |
| 2001/02 | TJ TŽ Třinec | 2308 | 11.   | 0,5        | 2               | 25,0 %                 |
| 2003/04 | TJ TŽ Třinec | 2241 | 10.   | 3,0        | 7               | 42,9 %                 |
| 2004/05 | TJ TŽ Třinec | 2252 | 10.   | 2,5        | 7               | 35,7 %                 |
| 2005/06 | TJ TŽ Třinec | 2276 | 12.   | 2,0        | 5               | 40,0 %                 |
| 2006/07 | TJ TŽ Třinec | 2302 | 12.   | 3,5        | 6               | 58,3 %                 |
| 2010/11 | TJ TŽ Třinec | 2278 | 10.   | 1,0        | 4               | 25,0 %                 |
| 2013/14 | TJ TŽ Třinec | 2278 | 10.   | 0,5        | 2               | 25,7 %                 |